# Caxito
Caxito er en by og kommune i Angola med 77.276 (2014) indbyggere. Den er hovedby i distriktet Dande og provinsen Bengo.
Caxito ligger ved floden Dande lidt nordvest for Angolas hovedstad Luanda. Jernbanen Luanda Railways nordlige linje passerer gennem byen på strækningen mellem Luanda og den nordlige endestation Malanje.